# El petó de la mòmia
El petó de la mòmia (títol original: Trance) és una pel·lícula estatunidenca dirigida per Michael Almereyda, estrenada l'any 1998. Ha estat doblada al català.

## Argument
Nora, Jim i el seu fill fan una visita a la família de Nora a Irlanda. Nora i el seu marit Jim han decidit refer les seves vides destrossades per l'alcohol i l'autodestrucció, tornant a Irlanda amb el seu fill a la mansió de l'àvia de Nora i el seu oncle Bill. Ràpidament, es comprova l'àvia ha perdut el cap, l'oncle Bill està cec, i guarda en el soterrani el cos embalsamat d'una antiga druida, i que es produeixen esdeveniments paranormals. Nora descobrirà que tornar a Irlanda no va ser una bona idea.

## Repartiment
- Rachel O'Rourke: Alice
- Lois Smith: Mme Ferriter
- Alison Elliott: Nora / Niamh
- Jared Harris: Jim
- Sinead Dolan: la mare de Nora
- Raina Feig: Nora nen
- Jason Miller: el metge
- Jeffrey Goldschrafe: Jim, Jr.
- Paula Malcomson: la cambrera
- Paul Ferriter: Joe / el amant de Niamh
- Christopher Walken: l'oncle Bill Ferriter
- Niamh Dolan: Niamh, de l'edat del ferro
- David Geary: el pare de Nora
- Karl Geary: Sean
- Mark Geary: Anlo

## Al voltant de la pel·lícula
- The Eternal: Kiss of the Mummy és un remake de la Mòmia dirigida per Karl Freund l'any 1932.
- La cançó Rockets és interpretada per Cat Power.
- Premi al millor actor per a Jared Harris i nominació al premi al millor film, en el Festival internacional del film de Catalunya l'any 1998.